# Osteodes
Osteodes is een geslacht van vlinders van de familie spanners (Geometridae), uit de onderfamilie Ennominae.

## Soorten
- O. latimarginaria Rebel, 1907
- O. pervittata Hampson, 1909
- O. procidata Guenée, 1858
- O. turbulentata Guenée, 1858
- O. warreni Prout, 1915